# 米博华
米博华（1953年—），河北赵县人，汉族，中华人民共和国政治人物、第十二届全国人民代表大会河北地区代表。
毕业于中央党校，加入中国共产党。2013年，被选为全国人大代表。